# 府前路 (广州)
府前路是中國廣州市越秀區的一條東西走向的道路，位於广州市政府南面，吉祥路以西，解放北路以東。
府前路全長347米，寬11米。

## 歷史
1931年，廣州市政府合署建於中央公園（現人民公園）北面，同時開闢府前路，位於連新路與吉祥路之間。1995年，配合解放路拓寬工程，延長府前路至解放北路路口。

## 道路旁著名建築
由東往西排列
- 廣州市政府合署（廣州市人民政府办公大楼）
- 人民公園（後門）
- 府前大廈

## 交匯道路
道路顺序由東往西排列
- 吉祥路
- 連新路
- 解放北路

## 交通
- 广州地铁1号线公園前站
- 广州地铁2号线公園前站、紀念堂站

均在鄰近府前路位置設有出口。